# Hanna Ekegren
Hanna Ekegren, född 1974 i Göteborg, är en svensk konstnär och illustratör.

## Konstnär
Hanna Ekegren är känd för sina expressiva färgstarka målningar i akryl och hon gjorde internationell debut med en utställning på Galerie Mona Lisa i Paris 2014. Genom franska Carré d'artistes har hennes konst visats i Moskva, Barcelona och Shanghai. Hon har även, förutom flera utställningar i Sverige, ställt ut i Svenska kyrkan i New York 2015.
Ekegrens motiv pryder även den Göteborgsbaserade café-kedjan Steinbrenner och Nybergs dekor och paketering.

## Illustratör
Hanna Ekegren har illustrerat följande barnböcker:
- Den stora pannkaksfesten 2013, Idus förlag[5]
- Abbe och hans vuxna 2015, Idus förlag[6]
- Abbe och hans vuxna åker till Grekland 2015, Idus förlag[7]
- Suleman och den konstiga dagen 2016, Speja förlag[8]

Samtliga böcker är skrivna av Ekegrens make Björn Augustson.